# Domenico De Bernardi
Domenico De Bernardi (Besozzo, 21 febbraio 1892 – Besozzo, 13 luglio 1963) è stato un pittore italiano.

## Biografia

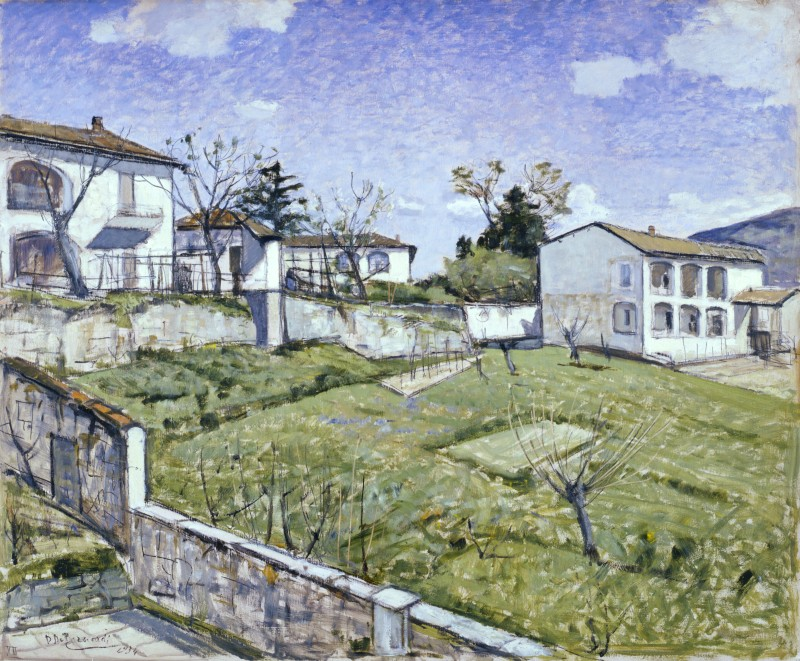
Mattino, 1934, Milano, Collezioni d'arte della Fondazione Cariplo

Iscrittosi alla facoltà di ingegneria all'Università di Pavia, abbandonò gli studi nel 1911 per dedicarsi alla pittura, formandosi come autodidatta, pur con alcuni insegnamenti impartitigli da Ludovico Cavalieri. Nel 1920 esordì alla Biennale di Venezia, dando il via ad una carriera espositiva che lo vide partecipare, oltre a diverse edizioni della rassegna veneziana, ad importanti esposizioni collettive italiane. Ordinò alcune personali alla Galleria Pesaro e alla Società Permanente di Milano.

## Opere
La sua pittura si inserisce nel solco della tradizione paesaggistica lombarda di stampo otto-novecentesco, pur con alcune peculiarità derivate da un viaggio in Libia negli anni trenta, dal quale tornò con una tavolozza più vivace e mediterranea. Suoi dipinti sono conservati nelle gallerie d'arte moderne di Milano, Roma e Torino, oltre che nelle collezioni d'arte della Fondazione Cariplo.